# Borlunda
Borlunda är kyrkby i Borlunda socken i Eslövs kommun i Skåne län, belägen vid länsväg 113 tre kilometer söder om Eslöv.
Borlunda kyrka, som uppfördes 1868, ligger här.